# Contea di Franklin (Missouri)
La contea di Franklin, in inglese Franklin County, è una contea dello Stato del Missouri, negli Stati Uniti. La popolazione al censimento del 2000 era di 93 807 abitanti. Il capoluogo di contea è Union. Il nome le è stato dato in onore a Benjamin Franklin, famoso giornalista, diplomatico e inventore statunitense.

## Geografia fisica
La contea si trova nella parte centro-orientale del Missouri. L'U.S. Census Bureau certifica che l'estensione della contea è di 2410 km², di cui 2390 km² composti da terra e i rimanenti 20 km² composti di acqua.

### Contee confinanti
- Contea di Warren (Missouri) - nord
- Contea di St. Charles (Missouri) e Contea di St. Louis (Missouri) - nord-est
- Contea di Jefferson (Missouri) - est
- Contea di Washington (Missouri) - sud-est
- Contea di Crawford (Missouri) - sud-ovest
- Contea di Gasconade (Missouri) - ovest

### Principali strade ed autostrade
- Interstate 44
- U.S. Highway 50
- U.S. Route 66 (1926-1979)
- Missouri Route 30
- Missouri Route 47
- Missouri Route 100
- Missouri Route 185

## Storia
La Contea di Franklin venne costituita nel 1818.

## Città e paesi
| - Beaufort - Berger - Catawissa - Gerald - Gray Summit | - Labadie - Leslie - Lonedell - Luebbering - Miramiguoa Park | - Moselle - New Haven - Oak Grove Village - Pacific - Parkway | - Robertsville - St. Albans - St. Clair - Sullivan - Union | - Villa Ridge - Washington |